# Sayyidendynastie

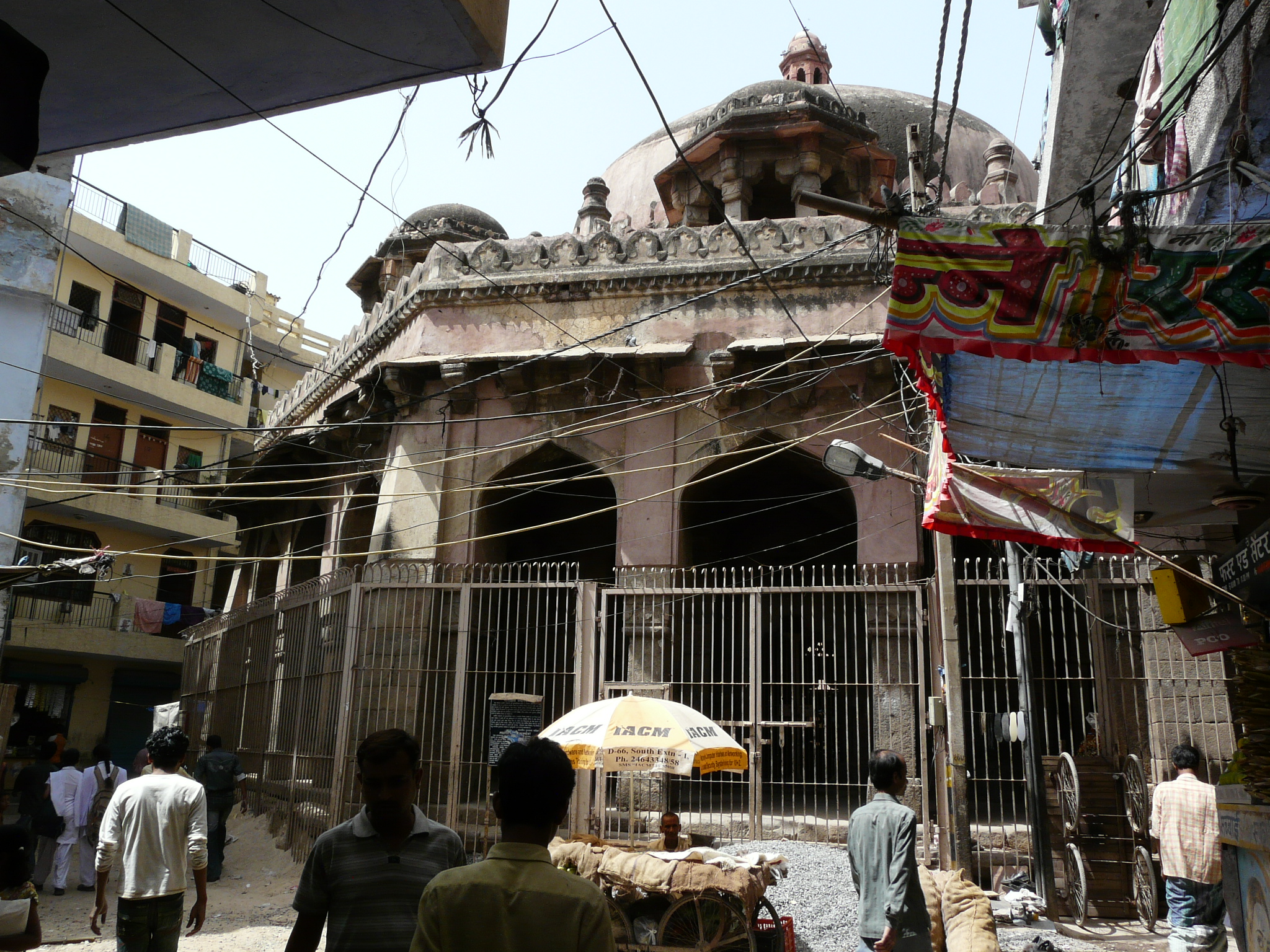
Graftombe van Mu῾izz al-Din Mubarak Shah in Delhi

De Sayyidendynastie (ook Syeddynastie) was een islamitische dynastie die over het sultanaat van Delhi in Noord-India heerste tussen 1414 en 1451. De Sayyidendynastie volgde de Tughluqdynastie op en werd opgevolgd door de Lodidynastie.
Na de dood van Mahmud, de laatste koning van de Tughluqdynastie, nam Khidr Khan, die tot dan gouverneur van Punjab was, Delhi in. Hij erkende formeel Shahrukh Mirza, de zoon van Timoer Lenk, als zijn vorst. Khidr Khan regeerde tot 1421 en werd opgevolgd door zijn zoon Mu῾izz al-Din Mubarak Shah. Die laatste werd na zijn dood in 1434 begraven in een achthoekige graftombe in de wijk Kotla Mubarakpur. Het sultanaat van Delhi werd meer en meer door zijn buren belaagd en in 1448 moest de laatste sultan van de Sayyiden zelfs zijn hoofdstad Delhi ontvluchten. Drie jaar later kwam de Afghaanse Lodidynastie aan de macht in Delhi.

## Lijst van sultans
- Khidr Khan (1414-1421)
- Mubarrak Shah II (1421-1435)
- Muhammad Shah IV (1435-1445)
- Aladdin Alam Shah (1445-1451)

- Library of Congress Control Number: sh85117884
- Nationale Bibliotheek van Israël: 987007286116205171
- TDVİA: seyyidler